# 花嫁丽舍

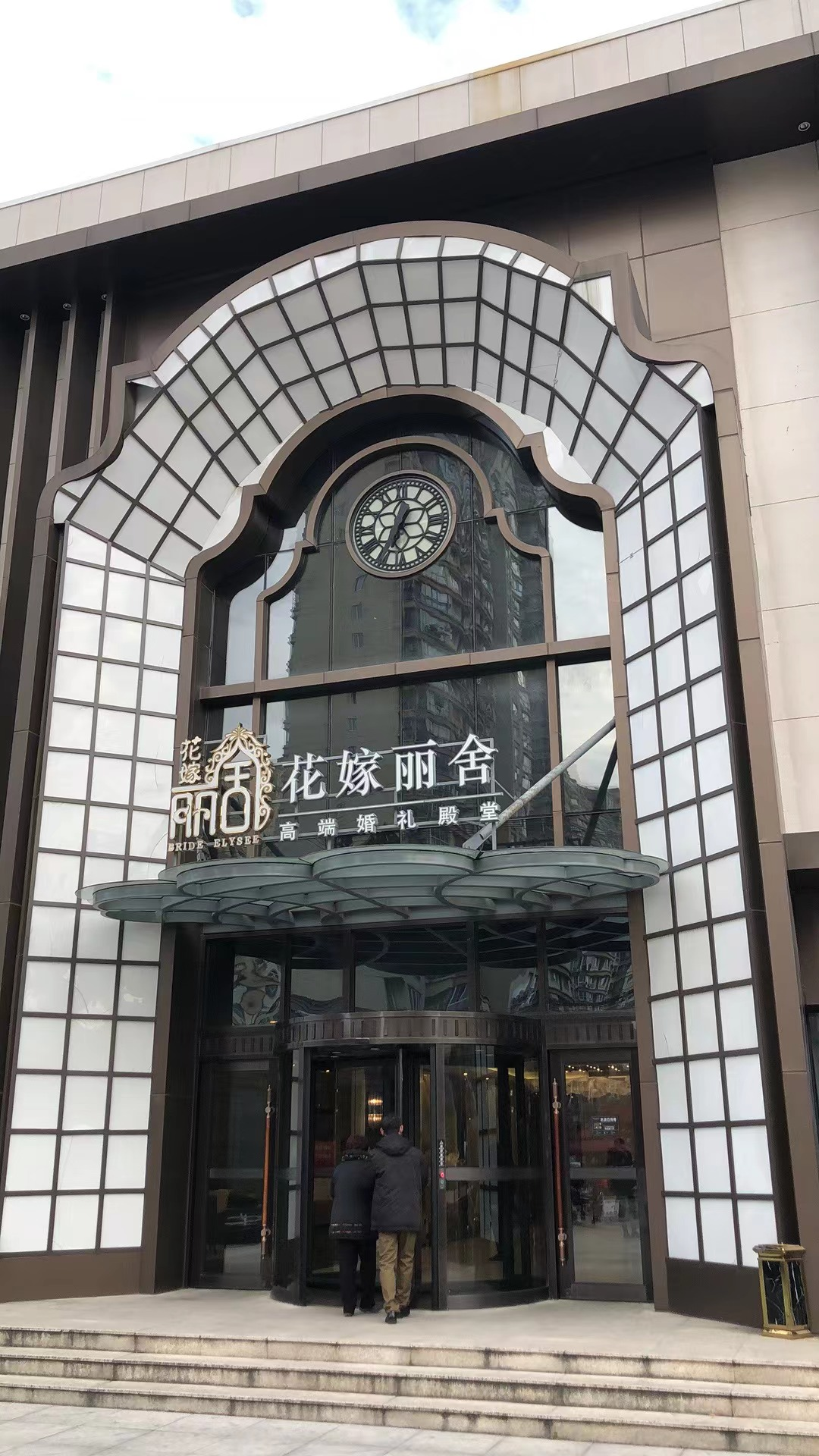
花嫁丽舍

花嫁丽舍是一家總部位於中華人民共和國上海市楊浦區五角场的婚慶服務公司，其母公司為2004年成立的上海花嫁喜铺婚礼服务有限公司，旗下還有诗蒂喜糖。前身是1995年的一個喜糖經銷商以及1998年左右成立的上海韦创贸易有限公司。創始人為邓伟华与施丽君夫婦。2011年，花嫁丽舍成立。2015年，公司挂牌新三板。2016年入围创新层。

## 外部連結
- 官方网站